# 小行星2232
小行星2232（2232 Altaj）是一颗绕太阳运转的小行星，为主小行星带小行星。该小行星于1969年9月15日发现。
該小行星以阿爾泰共和國命名。

## 轨道参数
小行星2232的轨道半长轴为2.6656371 UA，离心率为0.145。